# محوطه طیانه
محوطه طیانه مربوط به هزاره ۴ تا سده‌های اولیه دوران‌های تاریخی پس از اسلام است و در شهرستان کامیاران، روستای طیانه واقع شده و این اثر در تاریخ ۱۰ مهر ۱۳۸۰ با شمارهٔ ثبت ۴۰۰۴ به‌عنوان یکی از آثار ملی ایران به ثبت رسیده است.